# Limoncito
Limoncito è un distretto della Costa Rica facente parte del cantone di Coto Brus, nella provincia di Puntarenas.